# Boerenkrijg
De Boerenkrijg, ook Beloken of Besloten tijd geheten, was een opstand in 1798, tijdens de Franse tijd, van de landelijke bevolking tegen het door de Fransen in de Zuidelijke Nederlanden gevestigde staatsgezag. De opstand vond zijn oorzaak in de misnoegdheid over de aantasting van aloude gewoontes, rechten en voorrechten, in het bijzonder over de antikerkelijke politiek met de sluiting van kerken en vervolging van priesters. De wet van 5 september 1798 op de algemene dienstplicht in het Franse leger was de druppel die de emmer deed overlopen. De opstandelingen hadden als leuzen Voor Outer en Heerd ("voor altaar en haard", dit betekent: "voor Kerk en gezin") en ook Vivat de Keizer, omdat ze hoopten op een herstel van het Oostenrijks bestuur. Ze werden door de Fransen brigands (struikrovers) genoemd.
De repressie door het Franse regime was bijzonder hard. Vergeleken met de vele honderdduizenden doden bij de opstand in de Vendée enkele jaren voordien was de Boerenkrijg slechts een schermutseling. Eind 1798 was het verzet al over zijn hoogtepunt heen, hoewel het op sommige plaatsen nog tot 1799 werd voortgezet. De opstand was in feite al na twee maanden met geweld de kop ingedrukt.
Later werd de opstand geromantiseerd als een belangrijke gebeurtenis in de Belgische natievorming en vervolgens in de Vlaamse ontvoogdingsstrijd in de Belgische staat.

## Historische achtergrond
In de loop van de 17de en 18de eeuw was Frankrijk verschillende keren de Zuidelijke Nederlanden binnengevallen. Het ging toen om het uitbreiden van de Franse grenzen tot natuurlijke lijnen, in casu de Schelde, om het uitvechten van een conflict met de handelsnatie, de Noordelijke Nederlanden en later om het uitvechten van een conflict met Oostenrijk. Met de Vrede van Utrecht van 1713 waren de Zuidelijke Nederlanden aan de Oostenrijkse Habsburgers toebedeeld. Ze werden van dan af ook Oostenrijkse Nederlanden genoemd. In de loop van de 18de eeuw viel Frankrijk meerdere keren de Zuidelijke Nederlanden binnen. In de Slag bij Fleurus op 26 juni 1794 werd het Zuid-Nederlandse leger van de Habsburgse keizer Frans II nogmaals verslagen en de Zuidelijke Nederlanden en het prinsbisdom Luik door de Franse revolutionairen bezet. Tot dan toe min of meer onafhankelijke politieke entiteiten zoals het Graafschap Loon, het hertogdom Bouillon, en een aantal baronieën en heerlijkheden ondergingen hetzelfde lot.
Met de Vrede van Campo Formio (1797) werd de inlijving door Frankrijk van de Oostenrijkse Nederlanden (grotendeels het hedendaags België en Luxemburg) internationaal erkend. De vroegere Zuidelijke Nederlanden en het Prinsbisdom Luik werden een deel van de Franse staat. Het Franse decreet van 1 oktober 1795 dat de bewoners tot Franse staatsburgers had verklaard werd definitief van kracht. Tot 1814 zouden de Zuidelijke Nederlanden voor de eerste keer in hun geschiedenis onder vreemde heerschappij komen.

## Motieven en aanleiding
De aanleiding tot de opstand waren de veranderingen die het Franse staatsgezag, geïnspireerd door de ideologie van de Verlichting en de revolutie, invoerde en oude feodale en klerikale machtsverhoudingen afbrak. 
Eeuwenoude privaatrechtelijke en publieke gebruiken en privileges werden afgeschaft, vertrekkend van het principe van de gelijkheid van alle mensen.
Eerbiedwaardige, gesacraliseerde vrijheidskeures van steden en provincies werden naar de prullenbak verwezen en vervangen door nationale wetten en decreten. De bestuurlijke indeling en administratie werden gemoderniseerd. De eeuwenoude historisch gegroeide provinciën werden met hun benaming vervangen door departementen genoemd naar de rivieren.
Godsdienst, in casu het katholicisme, werd bestreden en de rede werd het voorwerp van een nieuwe religie. Van de priesters werd een door de paus afgekeurde eed van trouw aan de grondwet en "haat aan het koningschap" geëist. Priesters die er zich aan onttrokken werden opgespoord en vervolgd.
Kerken werden gesloten en kloosterorden verboden. Kerkelijke gebouwen en gronden werden genaast en als openbaar domein verkocht. De traditionele kerkelijke geboorte- en doopregisters werden vervangen door gemeentelijke bevolkings-, huwelijks- en geboorteregisters, die als basis moesten dienen voor de confiscaties, belastingen en de conscriptie.
Een republikeinse rationele kalender werd ingevoerd.
Het Frans dat zowel in de Franstalige als in de Nederlandstalige en Duitstalige provincies enkel begrepen en gebruikt werd door een geschoolde elitaire minderheid werd de enige officiële taal. Openbare publicaties werden zo goed als niet begrepen.
Confiscaties, hoge belastingen, oorlogsleningen en verplicht gebruik van assignaten werden zonder de minste inspraak van de plaatselijke bevolking opgelegd.
De ingevoerde veranderingen troffen telkens beperkte categorieën van de bevolking. Een deel van de bevolking ontving ze zelfs goedkeurend en werkte mee aan de invoering ervan. Door de Wet op de algemene dienstplicht echter, ook gekend als de wet Jourdan-Delbrel van 5 september 1798 (19 fructidor VI) werd zowat elk gezin getroffen. Alle jongemannen tussen 20 en 25 jaar moesten verplicht in militaire dienst wat voorheen totaal onbekend was.

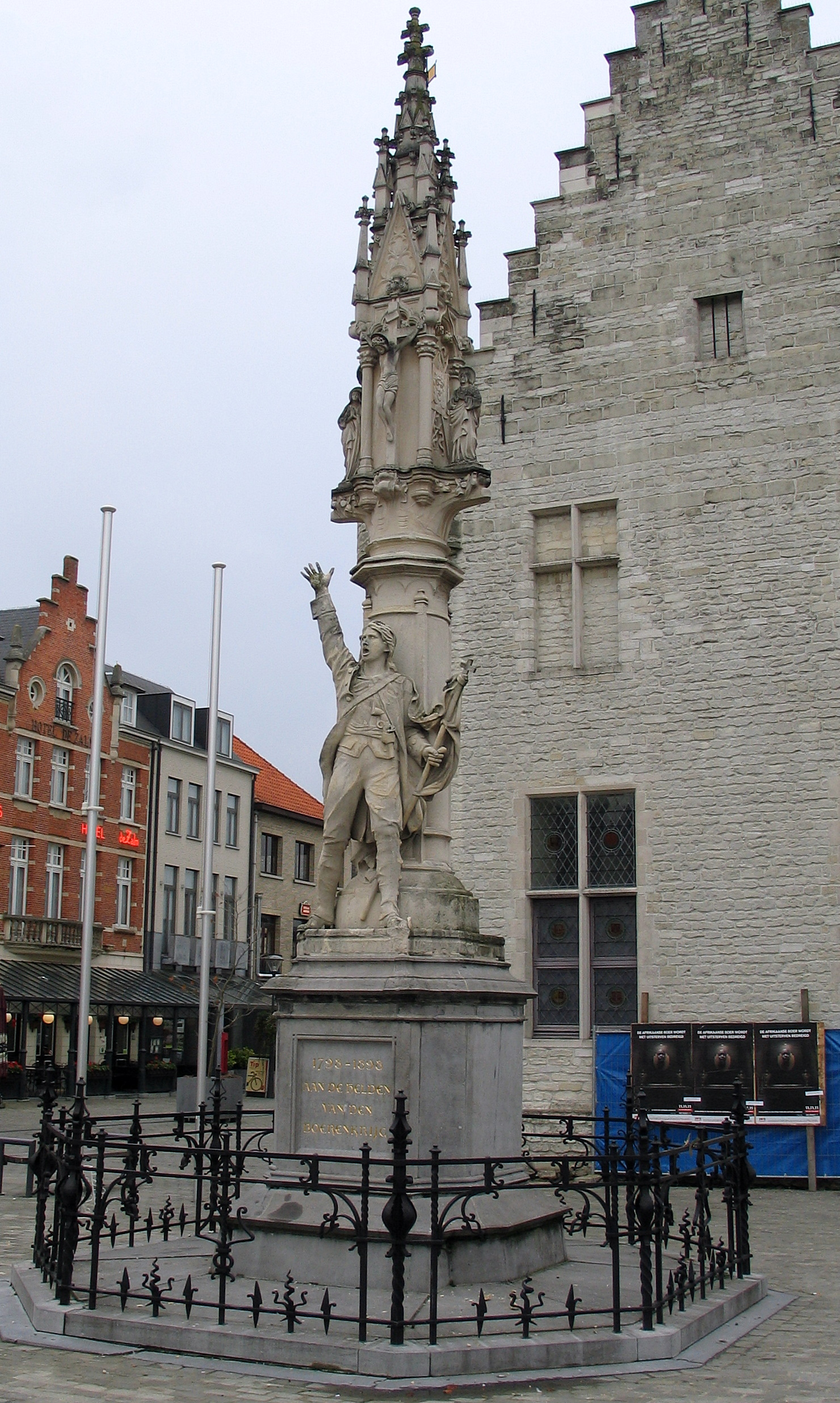
Boerenkrijgstandbeeld te Herentals

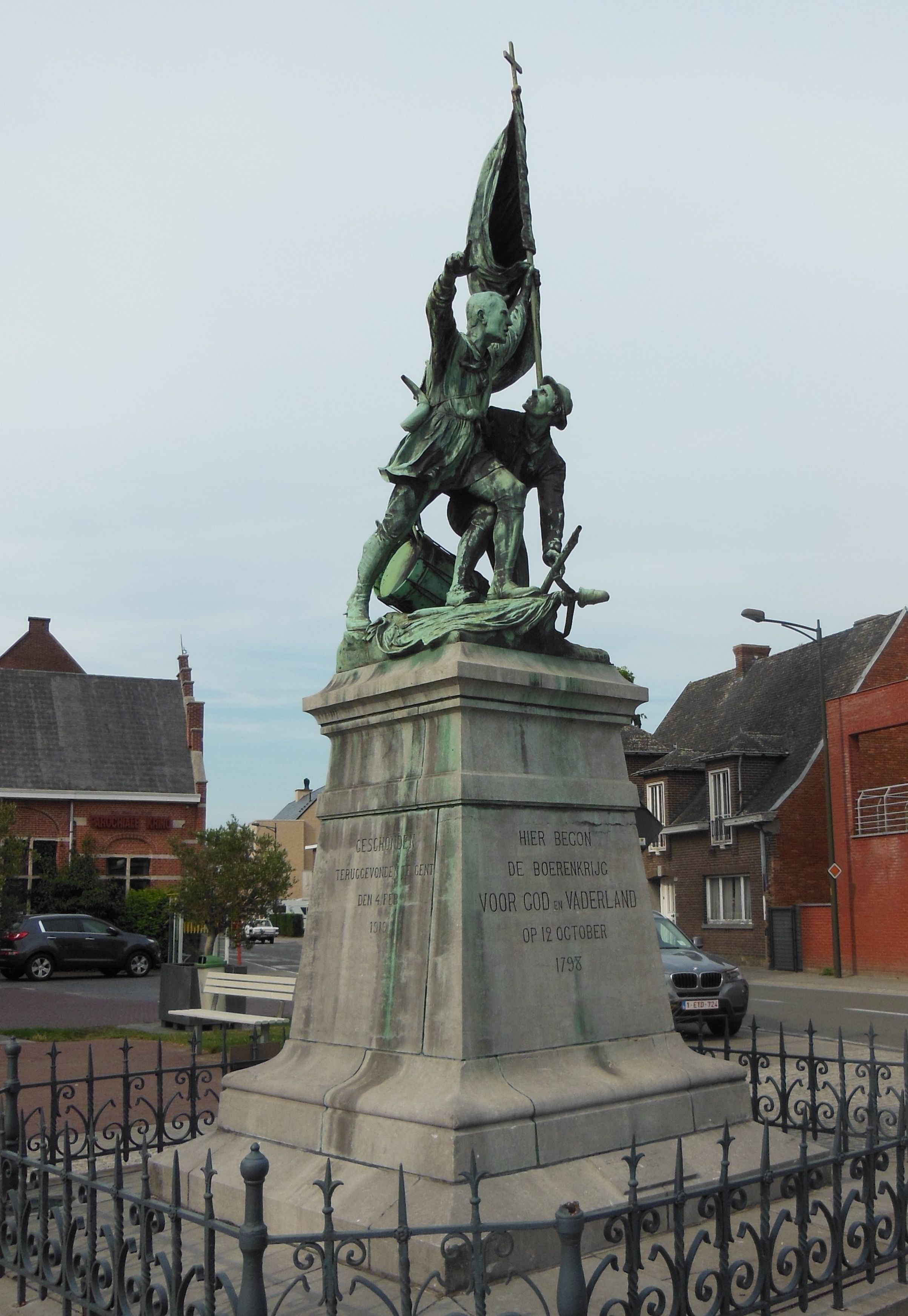
Boerenkrijgstandbeeld te Overmere met opschrift “Hier begon de boerenkrijg voor God en vaderland op 12 october 1798”

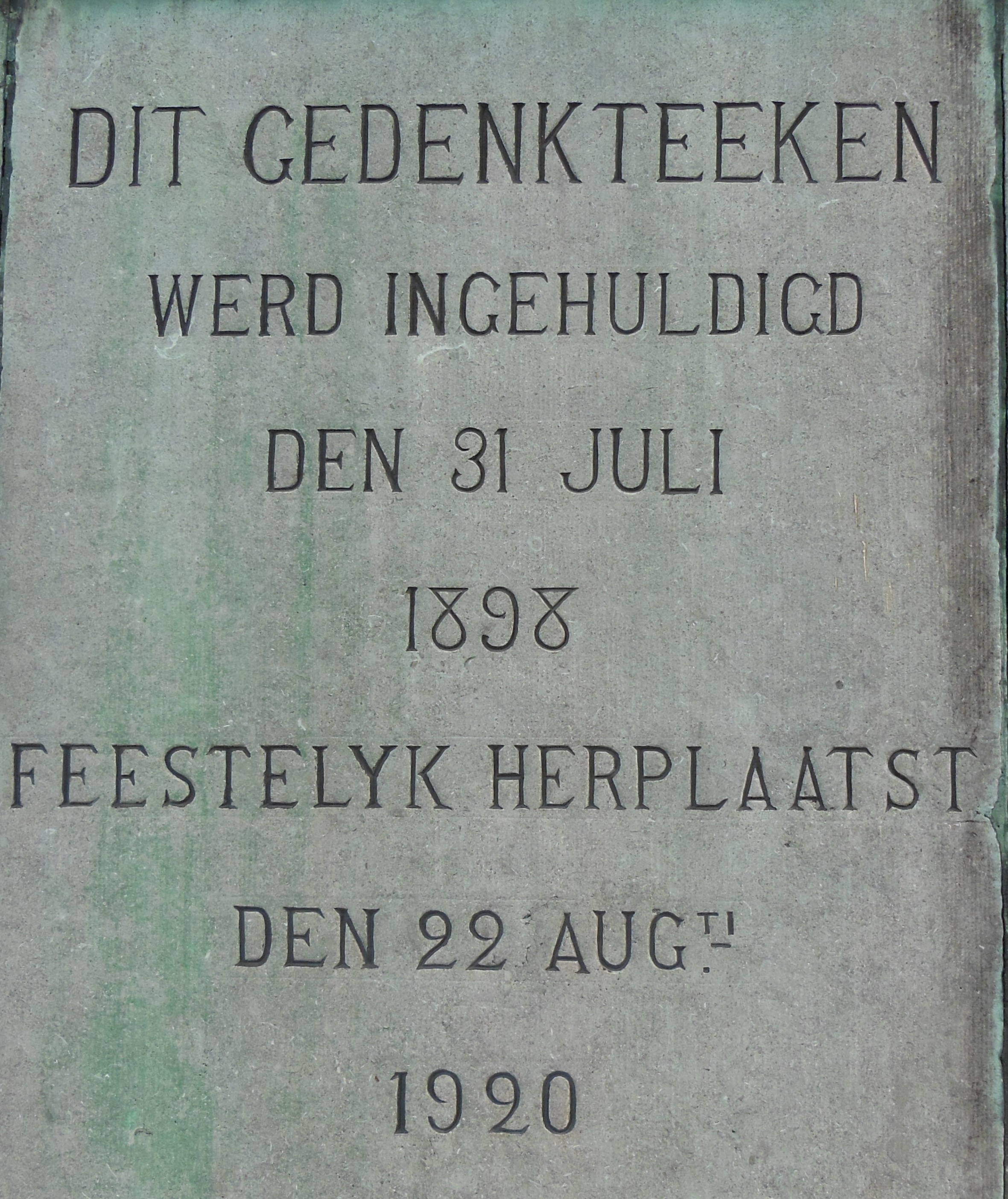
Opschrift op het Boerenkrijgmonument te Overmere

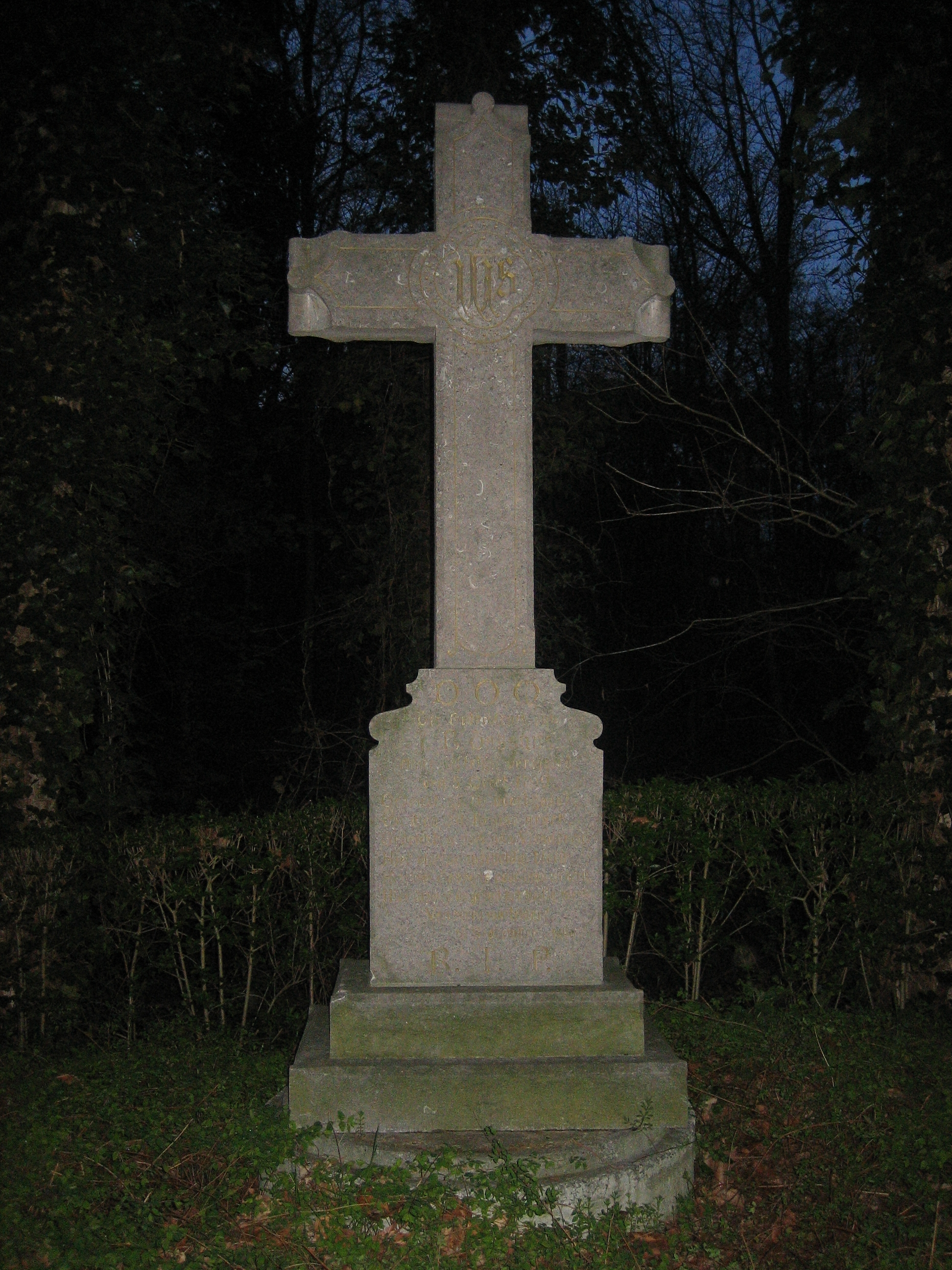
Hardstenen Kruis in Haasdonk met de gouden tekst:
IHS D.O.M. Ter gedachtenis van J.B. Tassijns – Alhier laffelijk vermoord – Den 5 oegst 1799 – Gedenkt, gij die voorbijgaat, En diep dit kruise groet, Gedenkt o volk van Vlaanderen, Hier vloeide onschuldig bloet, Hier viel Tassijns voor land en Kerk, Hier draagt de grond het heilig merk, Van enen martelaar – 18 september 1898 – R.I.P.

## Verloop
Er verschenen plakkaten (aanplakbrieven) in de grote steden op kerken en openbare gebouwen met o.a. de tekst: "Nederlanders ! blyft nu bijeen, wy moeten standvastich wezen".
De begindatum van de opstand was gepland op donderdag 25 oktober 1798 door de "Brabantse patriotten". Zij hadden steun gevraagd aan buitenlandse mogendheden, Engeland en Pruisen. Het verzet kreeg beperkte steun in de vorm van Engelse wapens. Willem V van Oranje hoopte op een herstel van de Verenigde Nederlanden en ook Pruisen beloofde hulp.
Maar op 12 oktober 1798 vond een eerste incident plaats bij Overmere (tussen Gent en Dendermonde) naar aanleiding van een inbeslagname bij een boer-belastingweigeraar.
Dienstweigeraars bij de gedwongen rekrutering waren ondergedoken en hadden zich verenigd tot een verzetslegertje. In de gemeenten die de beweging onder controle kreeg, velden zij de "vrijheidsbomen", vernielden zij de registers van de burgerlijke stand en de conscriptielijsten, werden niet-beëdigde priesters opnieuw aangesteld en werden vrijwilligers gerekruteerd in afwachting van de komst van de geallieerde troepen. De steden bleven afzijdig, ook omdat ze beter gecontroleerd werden.
Sommige groepen trokken naar de kust, de Engelsen tegemoet. Twee landingen van de Engelse schepen mislukten, eerst te Vlissingen (op 21 oktober 1798) en dan te Blankenberge (op 23 en 24 oktober 1798). De opstandelingen leden een nederlaag te Ingelmunster. Er vielen 200 doden. Ook in Zuid-Oost-Vlaanderen werd de opstand reeds op 20 oktober 1798 de kop ingedrukt.
De stad Mechelen werd kortstondig bevrijd op 22 oktober 1798 (zie Boerenkrijg in Mechelen). Franse symbolen werden vernietigd en documenten werden verscheurd. Dezelfde dag nog heroverden de Fransen de stad. De dag erna werden 41 verzetslieden voor de Sint-Romboutskathedraal geëxecuteerd. Ook de dagen erna bleef het in en om Mechelen onrustig. Twee eeuwen later, op 5 september 2011 werd in de pers bekendgemaakt dat hun stoffelijke resten teruggevonden waren in een massagraf, tijdens de aanleg van een ondergrondse parking.
Een Franse troepenmacht van ca. 4000 man met ruiterij en geschut staat, in de nacht van 3 op 4 november 1798, in Brussel klaar om Klein-Brabant binnen te rukken voor “la grande opération”. Brigade-overste Meinsveig voert het bevel over een detachement van ca. 100 man van de 51ste demi-brigade en 15 gendarmen die de avond van 3 november omstreeks 09.00 uur te Brussel vertrekt. De operatie van het Franse leger had tot doel om de Brigands tussen de Schelde en de Rupel in te sluiten en het fort Sint-Margriet, dat onder het commando stond van pastoor Willem Huveneers, in te nemen. De krachtmeting van de Brigands in Sint-Amands, aangevoerd door Juliaan Rollier, broer van Emmanuel Benedict, was zo groot dat generaal Rostollant de hulp inriep van Striffler’s legereenheid. Pas na het vallen van de avond konden ze Sint-Amands innemen. Toen Meinsveig het leger van Striffler te hulp was gekomen, werden de manschappen van Emmanuel Rollier op 5 november verdreven uit Willebroek en raakte Emmanuel Rollier bij deze inname gewond.
Brigade-overste Meinsveig trok daarna richting Nattenhaasdonk om het fort Sint-Margriet te belegeren, terwijl “chef de bataillon” commandant Striffler en generaal Rostollant naar Bornem trokken. Aan het Warregaren, gelegen in de omgeving van de Boomstraat en het landhuis, hadden de Brigands, onder leiding van Juliaan Rollier, een barricade opgericht. Op deze plaats waren de gevechten tussen het boerenleger en de Franse soldaten uitermate intens, waarbij generaal Rostollant gewond werd. Het Franse leger stak hierbij 150-tal huizen opzettelijk in brand. De Brigands zagen dat de toestand onhoudbaar was en dat men zich moest terugtrekken. Bornem was terug in Franse handen. Echter was de haat tegen de plaatselijke bevolking zo groot dat men aan het plunderen sloeg en waarbij men nog eens een 30-tal huizen in brand stak. Bornem werd volledig vernield. Fort Sint-Margriet in Nattenhaasdonk (Hingene-Wintam) viel op 6 november in handen van Meinsveig. Klein-Brabant was terug volledig in handen van de Fransen. Pastoor Huveneers zou later nog opduiken bij de Slag om Hasselt.
Anderen sloten zich aan bij het groeiende Kempense leger onder aanvoering van Emmanuel Jozef van Gansen. Hier begon de opstand in Geel op 15 oktober 1798. Ze hadden hun basis in de abdij van Tongerlo en beheersten kortstondig, en met wisselend succes, de wijde omgeving. Zij werden echter in de rug bestookt door Franse afdelingen uit de Bataafse Republiek.
De ruggengraat van de opstand brak op 5 december 1798 toen het Brabantse katholieke leger na een achtervolging over Herentals, Geel en Diest bij Hasselt na verraad werd verslagen. Men schat het aantal doden tussen 5.000 en 10.000.

## Repressie
Er volgde een strenge repressie door het Franse regime waarbij de meeste leiders werden terechtgesteld (190 gefusilleerden, waaronder de leiders Constant, Corbeels en Meulemans), maar ook de verdachten onder de bevolking, jong en oud, het met de dood moesten bekopen. Er volgden 3000 aanhoudingen, honderden deportaties en een strenge toepassing van de militaire conscriptie. In totaal vielen er in deze opstand rond de 15.000 doden.
Deze opstand, gevoed door een vaag federalisme, onder Robespierre een halsmisdrijf, vond minder aanhang in de grotere steden en geen weerklank in de Waalse dorpen, tenzij in het noorden van Henegouwen en Waals-Brabant. De benaming Boerenkrijg werd voor het eerst gebruikt in 1798 door een Mechelse kroniekschrijver.

## Leiders
Leiders van de opstand waren onder meer Pieter Corbeels uit Turnhout (geboren in Leuven) (1755-1799), Emmanuel Benedict Rollier uit Sint-Amands (1769-1851), Michiel van Rompay uit Bonheiden en Emmanuel Jozef van Gansen uit Westerlo (1766-1842).
In het zuiden van het land was de legendarische brigand Charles-François Jacqmin actief, die al in 1795 in Loupoigne (Waals-Brabant) een verzetsgroep vormde om tegen de Franse revolutionairen te strijden en het land terug onder Oostenrijks gezag te brengen. Daarbij gebruikte hij de naam Charles de Loupoigne; die naam is later in de volksmond verbasterd tot "Charlepoeng". Hij werd in juli 1799 eveneens verraden en door de sansculotten gedood tijdens een gevecht in Margijsbos te Loonbeek, bij Huldenberg.

## Luxemburg
In Duitstalige delen van Luxemburg (het Woudendepartement) kwam er wel een opstand, de Klöppelkrieg, maar ook deze werd snel de kop ingedrukt. Op 29 oktober 1798 trok een legertje van 2000 man op naar de stad Luxemburg, maar ze hebben zich wijselijk teruggetrokken. Bij Arzfeld is er een schermutseling geweest met enkele tientallen doden.

## Natijd
Er waren nog kleinere heropflakkeringen in de periode 1799-1800, toen de kansen van de Fransen op de internationale slagvelden even leken te keren. De dokterszoon Jan Cornelis Elen uit Scherpenheuvel, Van Gansen en zijn boezemvriend,  Geert Helsen voerden nog maandenlang enige guerrillaacties. Maar toen de landing van de Engelsen in augustus 1799 in Den Helder opnieuw uitdraaide op een mislukking hielden zij zich verder schuil. Na 1800 waren er geen vermeldenswaardige feiten meer.
Na de overwinning op Napoleon kwam een einde aan de aanhechting van de Zuidelijke Nederlanden aan Frankrijk. Door het Congres van Wenen (1815) werden de voormalige Oostenrijkse Nederlanden bij het nieuwe Verenigd Koninkrijk der Nederlanden gevoegd . De Noordelijke en Zuidelijke Nederlanden die in 1648 gescheiden waren door het de Vrede van Westfalen, waren weer verenigd. Het Verenigd Koninkrijk der Nederlanden voerde geen repressie tegen hen die de Franse overheersing en ideologie actief gesteund hadden. De strijd van de brigands tegen de Franse overheersing en de goddeloze Republiek werd niet verheerlijkt en de veroordeelde en terechtgestelde verzetsstrijders van de Boerenkrijg werden niet in ere hersteld.
Het ancien régime werd tot op zekere hoogte hersteld, maar de waarden waarvoor de brigands gevochten hadden werden ondanks de restauratie lang niet alle in ere hersteld. De godsdienst werd niet langer bestreden, maar vele hervormingen bleven van kracht. Voor de kerkelijke goederen die genaast waren werd een regeling getroffen. Nog niet verkochte kerkelijke goederen werden ondergebracht in  instellingen voor sociale hulp, die zouden evolueren tot de hedendaagse OCMW (Openbaar Centrum voor Maatschappelijk Welzijn). De staat zou de bedienaars van de erediensten betalen en de parochiekerken en de pastorie onderhouden. De kloosterorden zouden genieten van een bijzonder fiscaal regime. Deze regeling is nog altijd van kracht in België.
De traditionele Belgische geschiedschrijving plaatst het verzet helemaal in het antirevolutionaire kamp. Moderne historici zien in deze strijd een laatste stuiptrekking van het ancien régime in een poging de vernieuwing van de maatschappij af te wenden. Hendrik Conscience schreef een geromantiseerd epos over deze opstand en heeft deze strijd wat geïdealiseerd. Hij schreef het volgende: "Vandaag durft niemand van de nog levende patriotten beweren dat hij aan deze heroïsche strijd heeft meegedaan" (De Boerenkrijg, 1853). Ook August Snieders schreef meerdere romans en novelles over de Boerenkrijg.

## Monumenten, herdenkingsplaten
- Op het Kardinaal Cardijnplein in de Antwerpse gemeente Bornem staat een monument ter herinnering aan de Boerenkrijg.[3]
- In de Antwerpse gemeente Schelle staat een monument ('De jonge brigand') ter hoogte van de Laarkapel. Dit beeld werd ingehuldigd in 1998, naar aanleiding van 200 jaar boerenkrijg.
- In Hasselt (Oude Truierbaan, aan de Kapel van Hilst waar de slag plaatshad) wordt deze gebeurtenis jaarlijks door het Boerenkrijgcomité herdacht met een optocht en een mis. Aan het Leopoldplein staat ook een gedenkteken van de Boerenkrijg, ontworpen door François De Vriendt en Albert Baggen.
- In Herentals staat op de Grote Markt voor de Lakenhal een monument dat doet herinneren aan de bloedige Slag om Herentals op 28 oktober 1798.
- Er is en herdenkingsplaat op een buitenmuur van de Sint-Niklaaskerk te Kapelle-op-den-Bos.[4]
- Er is een herdenkingsplaat voor de Boerenkrijg met de namen van Elen en Van Gansen op de kerk van de Abdij van Vlierbeek te Kessel-Lo.[5]
- Er is een monument ter herinnering van de doden van de Boerenkrijg naast de Sint-Romboutskathedraal te Mechelen.[6]
- Op het kerkplein van Overmere (Oost-Vlaanderen), waar de opstand uitbrak, bevindt zich het Boerenkrijgmonument.
- In een paar (voormalige) gemeenten is het monument ter herdenking van de oorlogsdoden ook gewijd aan de slachtoffers van de Boerenkrijg, samen met degenen van beide wereldoorlogen o.a. Steenhuffel en Perk.[7][8]

## Allerlei
- In 1853 schreef Hendrik Conscience een roman over de Boerenkrijg.
- Archeologen vonden in 2011 op het Sint-Romboutskerkhof in Mechelen een massagraf met daarin 41 skeletten, lichaamsresten van gefusilleerde boerenkrijgers.
- Willy Vandersteen tekende in 1948 een eenmalig stripverhaal rond de Boerenkrijg genaamd "De Jonge Brigand".
- De Boerenkrijg vormt ook de achtergrond voor het Suske en Wiskealbum De gladde glipper
- In Haasdonk (Oost-Vlaanderen) wordt deze gebeurtenis jaarlijks herdacht op 13 oktober door het branden van kaarsjes op de vensterbanken en boven de deuren.
- Ook in Overmere herdenken de inwoners de opstand jaarlijks, met een bloemenhulde aan het monument. Om de 25 jaar staat er een meer uitgebreide herdenking op het programma.
- In Geluwe/Wervik is op de wijk Terhand een mooie wandeling die herinnert aan de Boerenkrijg.
- Het eerste lied over deze gebeurtenis heet "Voor Outer en Heerd".
- Het tweede lied "O Kruise den Vlaming" van Arthur Scheiris verhaalt in de laatste strofe over het kruis van Haasdonk:

| O Kruise den Vlaming door moeders hand, Op ’t voorhoofd gedrukt en in ’t harte geplant! O Kruis voor de nachtrust! O Kruis voor het werk! O Kruis op de haardstêe! O Kruis op de Kerk! Geen hand zal u schenden. Geen storremgeweld Dat ’t Kruisbeeld in Vlaanderen ooit nedervelt. (bis) Eens velde de vijand het Kruisbeeld ter neer: Toen grepen ons jongens naar vaders geweer, En moeder verborg hun haar vliemende smart, En spelde hun bevend het Kruis op het hart. O gaat nu, mijn kindren, en strijdt voor Gods Kruis. Het voer’ u ten zege, en ’t breng’ u weer thuis. (bis) Niet één heeft het hoofd voor den kogel gebukt; Zij vielen, het Kruis aan hun lippen gedrukt; Het Kruis op hun borst was wel rood van hun bloed, Doch sterven voor ’t Kruis dat is Vlamingenmoed. O Moeder, en ween niet in ’t eenzame huis. Uw kind is gestorven in d’armen van ’t Kruis. (bis) O Kruise dat rijst aan de rand van het woud, O Kruise van hardsteen met letters van goud, Gij zijt met de Vlaming in 't graf neergedaald, Gij rijst uit zijn graf nu, en zegepraalt. O Kruis in het bloed onze helden geplant, Bewaar steeds, en zegen ons Vlaanderland". (bis) |

## Plaatsen waar tijdens de Boerenkrijg hevig gevochten werd, of die er bijzonder onder geleden hebben
Aalst - Aarschot - Sint-Amands - Bazel - St.-Bernaards Lubbeek - Bevekom - Betekom - Beveren (Waas) - Blaasveld - Boom - Bornem - Burcht - Diest - Duffel - Edingen - Geel - Haasdonk - Halle - Hasselt - Heilissem Hélécine - Herentals - Hingene - Izegem - Kapellen (Hageland) - Kapellen-op-den-Bos - Kemzeke - Kortrijk - Kruibeke - Leuven - Leuze - Lier - Lippelo - Londerzeel - Mechelen - Meerhout - Melsele - Merchtem - Mol - Neerijse - Nevele - Sint-Niklaas - Overmere - Oudenaarde - Sint-Pauwels - Puurs - Rupelmonde - Scherpenheuvel - Zichem - Stavelot - Tongerlo - Waanrode - Waarschoot - Willebroek - Wilsele - Zele - Zeveneken - Zwijndrecht

## Personen
- Antoine Constant
- Pieter Corbeels
- Jan-Baptist Eeckhoudt
- Jan Cornelis Elen
- Jean-Joseph de la Mer
- Albert Meulemans
- Emmanuel Benedict Rollier
- Frans Segers
- Jan Baptist Tassijns
- Theodoor Van Dijck
- Emmanuel Jozef Van Gansen